# استگال (آرکانزاس)
استگال (به انگلیسی: Stegall) یک منطقهٔ مسکونی در ایالات متحده آمریکا است که در شهرستان جکسون، آرکانزاس واقع شده‌است. استگال ۵۷۶٫۰۸ متر بالاتر از سطح دریا واقع شده‌است.